# Öratjärnen (Torps socken, Medelpad, 694251-152560)
Öratjärnen är en sjö i Ånge kommun i Medelpad och ingår i Ljungans huvudavrinningsområde.